# Тушовица
Тушовѝца (до 1966 г.: Тушовца) е село в Североизточна България, община Върбица, област Шумен.

## География
Село Тушовица се намира на около 31 km юг-югозападно от областния център град Шумен, около 11 km източно от общинския център град Върбица и около 32 km изток-североизточно от град Котел. Разположено е в източната част на историко-географската област Герлово, в северните подножия на Върбишка планина. Надморската височина в центъра при училището е около 210 m. Западно от Тушовица тече река Елешница (наричана в крайселската ѝ част и Дола̀), вливаща се в югоизточния ръкав на язовир Тича на около километър северозападно от селото. Климатът е умереноконтинентален. Почвите са предимно планосоли и лесивирани.
През село Тушовица минава третокласният републикански път III-7304, водещ на изток през село Риш до връзка с второкласния републикански път II-73. Път II-73 на север е отклонение при град Шумен от първокласния републикански път I-7, а на юг води до връзка с Подбалканския път. На запад път III-7304 води от Тушовица през селата Бяла река и Нова Бяла река до град Върбица и връзка там с първокласния път I-7.
По данни от 1970-те години, в селското стопанство поминъкът на населението на Тушовица се е основавал на тютюнопроизводство, зърнопроизводство, овощарство, отглеждане на хмел, овцевъдство, биволовъдство. Селото е давало работници за строителството, минните обекти, горското и селското стопанство за различни части на страната. По данни към 2000-те години поминъкът се основава на дърводобив, тютюнопроизводство, зърнопроизводство, овощарство, овцевъдство.
Землището на село Бяла река граничи със землищата на: село Сушина на север; село Риш на изток; село Подвис на югоизток; село Манолич на юг; село Бяла река на запад.

## Население
Числеността на населението на село Тушовица според преброяванията през годините е както следва:
| \| Година на преброяване \| Численост \| \| --------------------- \| --------- \| \| 1934 \| 1219 \| \| 1946 \| 1341 \| \| 1956 \| 1263 \| \| 1965 \| 1141 \| \| 1975 \| 1097 \| \| 1985 \| 1120 \| \| 1992 \| 992 \| \| 2001 \| 961 \| \| 2011 \| 851 \| \| 2021 \| 504 \| |           |
| Година на преброяване | Численост |
| 1934 | 1219      |
| 1946 | 1341      |
| 1956 | 1263      |
| 1965 | 1141      |
| 1975 | 1097      |
| 1985 | 1120      |
| 1992 | 992       |
| 2001 | 961       |
| 2011 | 851       |
| 2021 | 504       |

Етническият състав на населението на село Тушовица по данните за етническите групи според преброяването на населението през 2011 г. е както следва:
|                     | Численост | Дял (в %) |
| Общо                | 851       | 100,00    |
| Българи             | 3         | 0,35      |
| Турци               | 823       | 96,70     |
| Цигани              | 23        | 2,70      |
| Други               | ?         | ?         |
| Не се самоопределят | ?         | ?         |
| Неотговорили        | –         | –         |

## История
Селото е в България от 1878 г.
При някои от преброяванията на населението селото е записвано като:
- Тушовица – преброяване на 1 януари 1881 г. (1119 жители)[9] и преброяване на 1 януари 1893 г.;[10]
- Тушовца – преброяване на: 31 декември 1900 г.[11].

През 1966 г. името „Тушовца“ на селото е променено на „Тушовѝца“.
Начално училище в селото има от 1911 г. и действа до 1964 г., когато началното училище е закрито и е открито Основно училище „Христо Ботев“. През 2018 г. Основно училище „Христо Ботев“ в село Тушовица е закрито. Има данни за съществуването в Тушовица на частно турско училище през периода между 1930 и 1947 г.
Народно читалище „Герлово“ в село Тушовица е основано през 1939 г. по инициатива на учители в селото. Към читалището функционират библиотека, състави за художествена самодейност. Читалището преустановява дейността си през 1997 г.

## Обществени институции
Село Тушовица към 2023 г. е център на кметство Тушовица.
В село Тушовица към 2023 г. има:
- джамия;[20]
- пощенска станция;[21]
- целодневна детска градина „Щурче“.[22]

## Културни и природни забележителности
Джамията в селото е построена преди повече от 400 г.

## Редовни събития
Всеки вторник в Тушовица е пазарен ден.